# Brusque (Brasil)
Brusque es un municipio brasileño del estado de Santa Catarina. Tiene una población estimada en 2022 de 141 385 habitantes, siendo la 11ª ciudad más poblada del estado. Forma parte de la Región metropolitana del Valle de Itajaí.
La ciudad fue fundada en 1860 por colonos alemanes al mando de Maximilian von Schneeburg. Brusque es una de las ciudades pioneras en la industria textil del estado.

## Toponimia
Su nombre es en homenaje al político Francisco Carlos de Araújo Brusque, quien fue presidente de la entonces Provincia de Santa Catarina.

## Historia
Antes de la colonización, la localidad era habitada por los Xokleng quienes disputaban territorio con los Guaraníes y los Cáingang.
En el Siglo XIX se instalaron en el lugar colonos alemanes liderados por Maximilian von Schneeburg. La ciudad recibió el nombre de Brusque en 1890. Se formó como municipio el 23 de marzo de 1881. Con el tiempo, se establecieron colonos de otros países europeos e incluso americanos.
En 1890 la ciudad comenzó su industrialización textil. Ya para el Siglo XX, Brusque era un importante centro textil del estado.

## Deportes
En 1913 se fundó el primer club de fútbol del estado, el Sport Club Brusquense, que fue refundado como Clube Atlético Carlos Renaux.
En 1987 se fundó el Brusque Futebol Clube.

## Ciudades hermanas
- Distrito de Karlsruhe.[7]